# Sima Qian

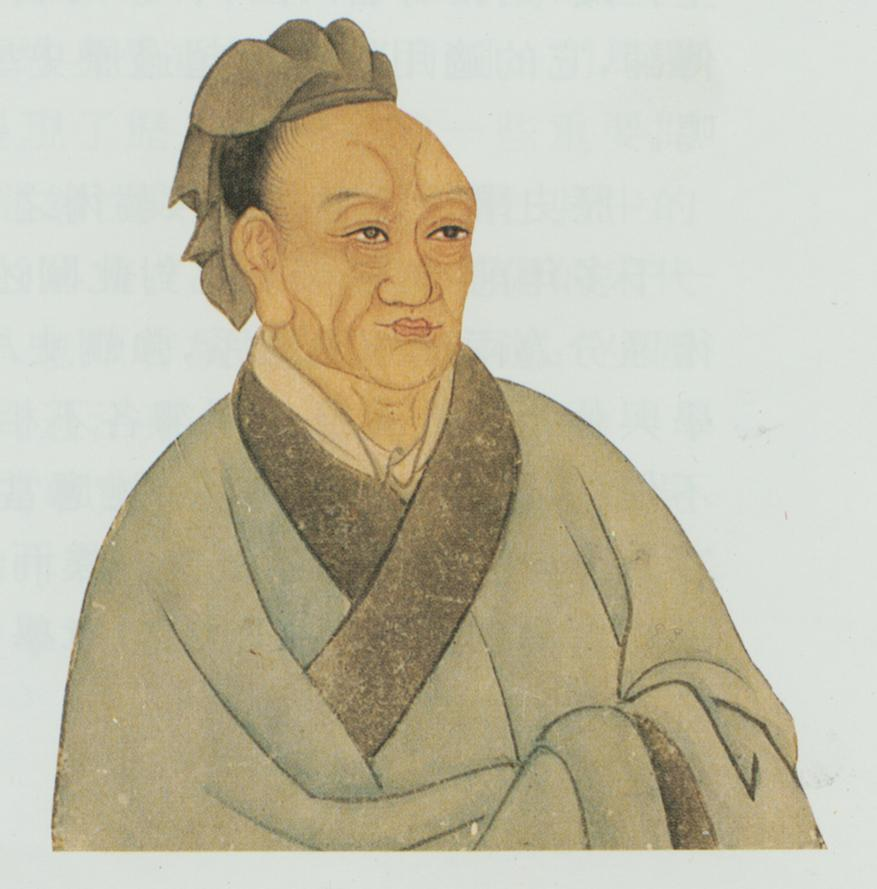
Sima Qian

Sima Qian (chinesisch 司馬遷 / 司马迁, Pinyin Sīmǎ Qiān, W.-G. Szŭ-ma Ch'ien, Großjährigkeitsname Zichang 子長 / 子长,  Zǐcháng,  Tzu-ch'ang; * um 145 v. Chr.; † um 90 v. Chr.) war ein chinesischer Astrologe, Historiker und Schriftsteller.

## Biografie
Nach der von Ban Gu (班固) verfassten Biographie, die Teil des Han Shu (漢書) ist, waren die Mitglieder der Familie Sima  seit Generationen als offizielle Historiker angestellt; dies dauerte von der Zhou-Dynastie bis zur Han-Dynastie, wo Sima Tan (談), Qians Vater sowohl Hofastrologe und Hofhistoriker war. Der Gedanke, ein historiografisches Werk zu verfassen, das mit den mythologischen Zeiten begann und bis in die Gegenwart reichte, ging von ihm aus; er fühlte sich aber auch aus konfuzianischer Tradition dazu verpflichtet.
Qian war in Long Men (龍門) geboren; schon im Alter von 10 machte er Bekanntschaft mit konfuzianischen wie anderen klassischen literarischen Werken. Als er 20 Jahre alt wurde, ging er, wie es damals üblich war, auf Reisen und besuchte dabei alle Orte (Huei Ji (會稽), Friedhof von Yu dem Großen (大禹) usw.), die ihm von historischer Bedeutung zu sein schienen. Bei seiner Rückkehr fand er seinen Vater auf dem Sterbebett. Dieser drängte ihn, Nachfolger seines Unternehmens zu sein, d. h., Shiji zu vollenden:
"予死，爾必為太史；為太史，毋忘吾所欲論著矣。且夫孝，始於事親，中於事君，終於立身；揚名於後世，以顯父母，此孝之大也... 今漢興，海內壹統，明主賢君，忠臣義士，予為太史而不論載，廢天下之文，予甚懼焉，爾其念哉！"
"Wenn ich verstorben bin, sollst du meinen Platz übernehmen. Lass als Hofhistoriker nie in Dunkelheit geraten, was ich bis dahin durch Fleiß verfasst habe. Es gibt drei Grade für das Prinzip kindlicher Frömmigkeit, aufgrund derer man von der Welt beurteilt wird: den Eltern gegenüber respektvoll zu sein, den Befehlen des Königs zu gehorchen und vor allem, unter den kommenden Generationen Ruhm zu erreichen; nur durch das Letzte kann man als wirklich fromm betrachtet werden, denn der Ruhm macht einen sowie seine Eltern unsterblich... Nun wo die ganze Welt vereinigt ist, Han sei Dank, sollen von ihren Untertanen insbesondere die Res Gestae der Herren dokumentiert werden. Dies bleibt, wo ich meine Pflichte als Hofhistoriker nicht mehr wahrnehmen kann, meine einzige Sorge. Sei mir dabei behilflich!"
Obwohl es vor der Han-Dynastie schon eine reich entwickelte Tradition der Geschichtsschreibung gab, betrachten Viele das Shiji als das erste "echte" chinesische Geschichtswerk und zwar aus folgenden Gründen: 1) Die innere Struktur des Shiji, das weitgehend aus einer Reihe von Biographien von Königen und Adligen besteht, wurde von den folgenden Generationen "kanonisiert". 2) Die früher übliche Moralisierung von geschichtlichen Ereignissen wurde durch literarische Erzählungen ersetzt. Der Stil der Narrative entwickelte sich in Richtung der klassischen chinesischen Kunstsprache seiner Nachfolger, der Verfasser des Han Shu.

## Shiji

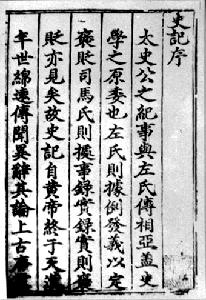
Vorwort des Shiji

Sima Qian war Verfasser des Shiji (史記 / 史记), des ersten Überblicks über mehr als zweitausend Jahre chinesischer Geschichte vom legendären Gelben Kaiser bis zu Kaiser Wudi aus der Han-Dynastie, und gilt als Begründer der chinesischen Geschichtsschreibung. Er war wie sein Vater Sima Tan Hofastrologe am Hof von Chang’an und hatte somit Zugang zu allen kaiserlichen Archiven.
Obwohl die Form der Geschichtsschreibung bis dahin im Laufe der Jahrhunderte stark variiert hatte, haben sich spätere Geschichtsschreiber an Sima Qians Shiji orientiert. Das lag auch daran, dass der Historiker Ban Gu (班固) in seinem Han Shu (漢書 / 汉书) die Form des Shiji als Standard aufgriff.
Dieser Standard hat sich auch auf die koreanische, vietnamesische und japanische Geschichtsschreibung ausgewirkt.
Sima Qian und sein Shiji hatten einen so großen Einfluss auf die chinesische Geschichtsschreibung und den chinesischen Prosastil, dass er sich durchaus mit der Wirkung des Alten Testaments in der Bibel und mit Herodots Historiai vergleichen lässt.
Der Asteroid (12620) Simaqian wurde am 2. Januar 2008 nach ihm benannt.

## Werke
- Aus den Aufzeichnungen des Chronisten – Shǐjì xuǎn «史记选», 3 Bände. Verlag für fremdsprachige Literatur, Beijing 2016, ISBN 978-7-119-09676-6. Band 1 und 2 übersetzt von Gregor Kneussel, Band 3 von Alexander Saechtig.
- Records of the Grand Historian of China (= Records of Civilization. Band 65). Columbia University Press, New York 1961. (2 Bände, übersetzt von Burton Watson).